# Borawli
El Borawli, també anomenat Amarti és un estratovolcà que es troba prop de la riba oriental del llac Afrera, a la regió Àfar, Etiòpia. El seu cim s'eleva fins als 784 msnm. Es desconeix quan va tenir lloc la seva darrera erupció.